# Stollenzeche Beckersches Feld
Die Stollenzeche Beckersches Feld war ein Steinkohlenbergwerk am Westhang des Sybergs in Dortmund. Es befindet sich nordwestlich des Kaiser-Wilhelm-Denkmals.
Das Flöz Sengsbank ist hier aufgeschlossen, die Austritte wurden 1580 entdeckt. Der Gewerke Mathias Becker, Richter zu Schwerte und Westhofen, mutete hier am 9. August 1582 gemeinsam mit dem Schwerter Bürgermeister Wilne Heinrichen Goedden. Er erhielt 1582 vom Grafen Wilhelm, Herzog zu Cleve, Jülich und Berg, Baron zu der Marck und Ravensberg, die Erlaubnis, Kohle im Tagebau zu gewinnen. Die später entstandene Zeche förderte mindestens noch bis 1663. Es folgten noch zwei Bergwerke an diesem Hang nach. Heute wird das Areal durch den Syburger Bergbauweg erschlossen.